# Kampa Verlag
Der Kampa Verlag ist ein Schweizer Buchverlag.

## Der Verlag
Die Kampa Verlag AG wurde im Herbst 2018 von Daniel Kampa gegründet und trat mit seinem ersten Programm an die Öffentlichkeit. Der Firmensitz ist Zürich.
Daniel Kampa (* 1970) war vor der Gründung des Kampa Verlags 20 Jahre lang im Schweizer Diogenes Verlag tätig (von 2005 bis 2013 als Mitglied der Geschäftsleitung) und betreute dort das Werk von Georges Simenon. Danach war Kampa bis Mitte 2017 Verleger bei Hoffmann und Campe (Hamburg).
Nach Eigenaussage veröffentlicht der Kampa Verlag „deutschsprachige und internationale Gegenwartsliteratur, moderne Klassiker und Klassiker ebenso wie eine umfangreiche Krimiliste“.
Der Kampa Verlag hat die Rechte am Gesamtwerk von Georges Simenon im deutschen Sprachraum, die zuvor bei Diogenes lagen. Es ist vorgesehen, das Gesamtwerk von Simenon – zum Teil in neuen Übersetzungen – vorzulegen; daneben erscheinen auch deutschsprachige Erstveröffentlichungen von Simenon wie z. B. 2019 der Titel Maigret im Haus der Unruhe.
Die ersten 40 Titel des Verlags erschienen im Frühherbst 2018; im Frühjahr 2019 wurden weitere 38 Titel vorgestellt, darunter 18 „Simenons“.
Ein Teil der von Kampa herausgegebenen Bücher erscheint in den Unterreihen Kampa Salon, wo überwiegend Gespräche und Interviews veröffentlicht werden, bzw. Der kleine Gatsby, Gatsby Originals, Gatsby Faksimile und Geschenkbuch, unter der Angabe „Gatsby Verlag“.
Im November 2021 wurde der Kauf des Salzburger Verlages Jung und Jung durch Kampa bekannt. Zum 1. Januar 2022 folgt die Übernahme des Frankfurter Verlags Schöffling & Co.

## Autoren des Verlags (Auswahl)
Zu den Autoren des Verlags zählen Lucia Berlin, William Boyd, James M. Cain, Kathleen Collins, Susan Hill, Ricarda Huch, Franz Kafka, Tim Krohn, Alex Lépic, Deborah Levy, Laura Lippman, Louise Penny, Astrid Rosenfeld, Joseph Roth, Hansjörg Schertenleib, Luis Sepúlveda, Georges Simenon, Lea Singer, Żanna Słoniowska, Olga Tokarczuk, Tobias Wolff und Virginia Woolf.
Bände unter dem Signet Kampa Salon = Gespräche wurden herausgegeben mit Peter Bichsel, Jorge Luis Borges, David Bowie, Joan Didion, Siri Hustvedt, Daniel Kehlmann, Claude Lévi-Strauss, Susan Sontag, George Steiner und Billy Wilder.